# Eric O'Grady
Eric O'Grady alias Ant-Man is een personage uit de strips van Marvel Comics. Hij is de derde die de naam Ant-Man gebruikt. Hij verscheen voor het eerst in Civil War: Choosing Sides #1 (december 2006), en kreeg zijn eigen serie beginnend met The Irredeemable Ant-Man #1 in december 2006. O'Grady werd bedacht door Robert Kirkman en Phil Hester.

## Biografie
Eric O'Grady is een agent van S.H.I.E.L.D., die in het S.H.I.E.L.D.-hoofdkwartier toevallig Henry Pyms nieuwste Ant-Manpak vond. Hij gebruikte het pak echter om zijn eigen leven beter te maken in plaats van de mensheid te helpen. Hij gebruikte zijn krachten bijvoorbeeld bij een ruzie in een bar.
O'Grady's beste vriend en mede-S.H.I.E.L.D.-agent, Chris McCarthy, was de eerste die het nieuwe Ant-Manpak droeg, maar hij werd gedood bij een aanval van de terroristische organisatie HYDRA. Mitch Carson, een andere S.H.I.E.L.D.-agent waar O’Graddy tegenop kijkt, was eigenlijk de persoon voor wie het Ant-Manpak bestemd was. In plaats daarvan heeft Carson nu de opdracht om het pak kostte wat het kost terug te krijgen. Hij gebruikt hierbij het prototype Ant-Manpak van Dr. Pym.

## Krachten en vaardigheden
Als hij het Ant-Manpantser draagt, kan O’Grady zichzelf doen krimpen tot het formaat van een insect, terwijl hij de kracht die hij in zijn normale vorm heeft behoudt. Het pantser heeft ook twee robotarmen die hij in gekrompen vorm kan gebruiken. Het pak heeft verder een jetpack als transportmiddel. Dit jetpack kan tevens als wapen worden gebruikt door het op een vijand te richten. Dankzij het pak kan O’Grady tevens communiceren met insecten, maar hij heeft dit nog niet echt geoefend en heeft er ook niet de aanleg voor.

## Noot
1. ↑  The Irredeemable Ant-Man #2 (januari 1007)